# Борщів

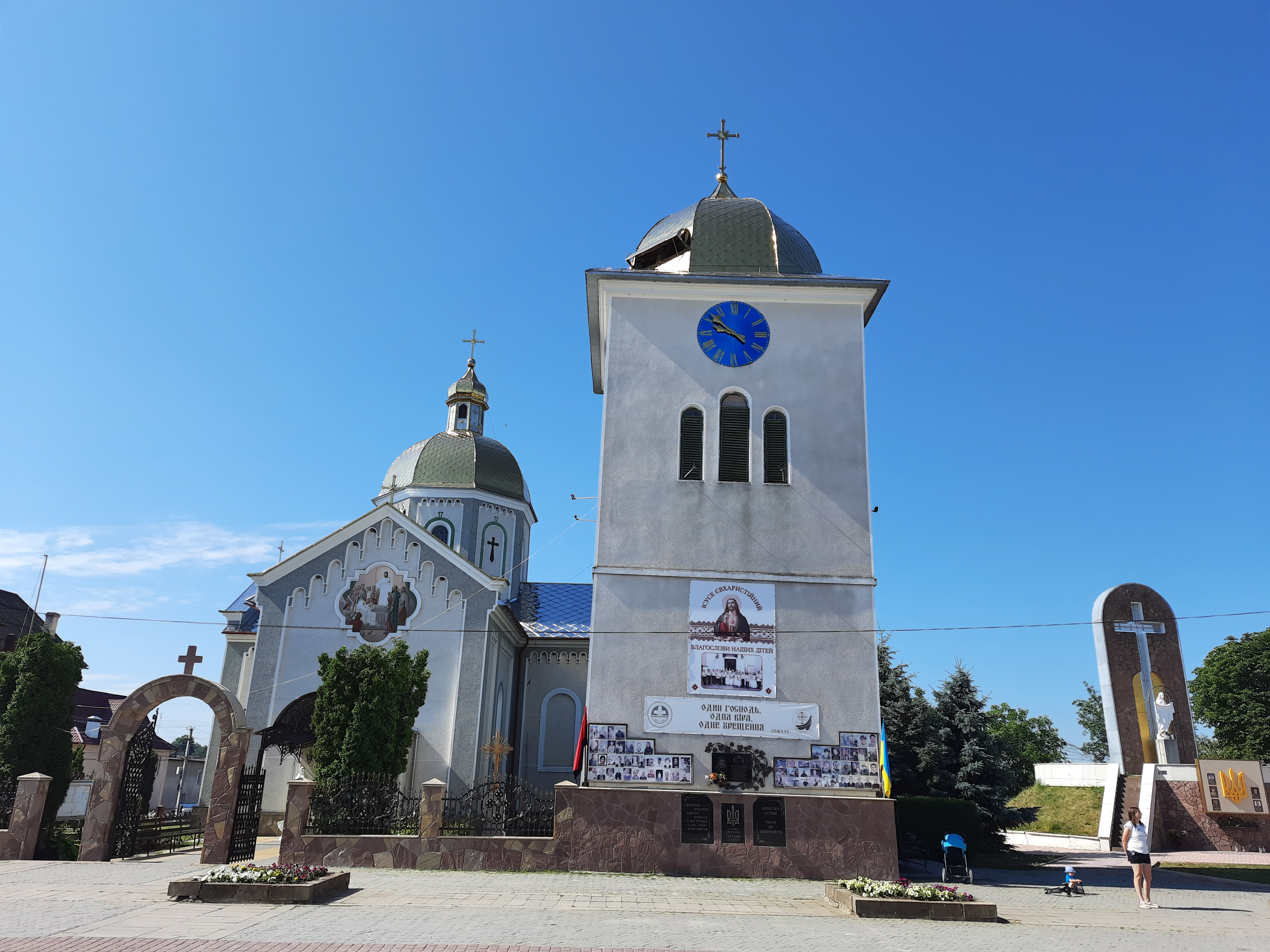
Церква Успіння Пресвятої Діви Марії 1886р

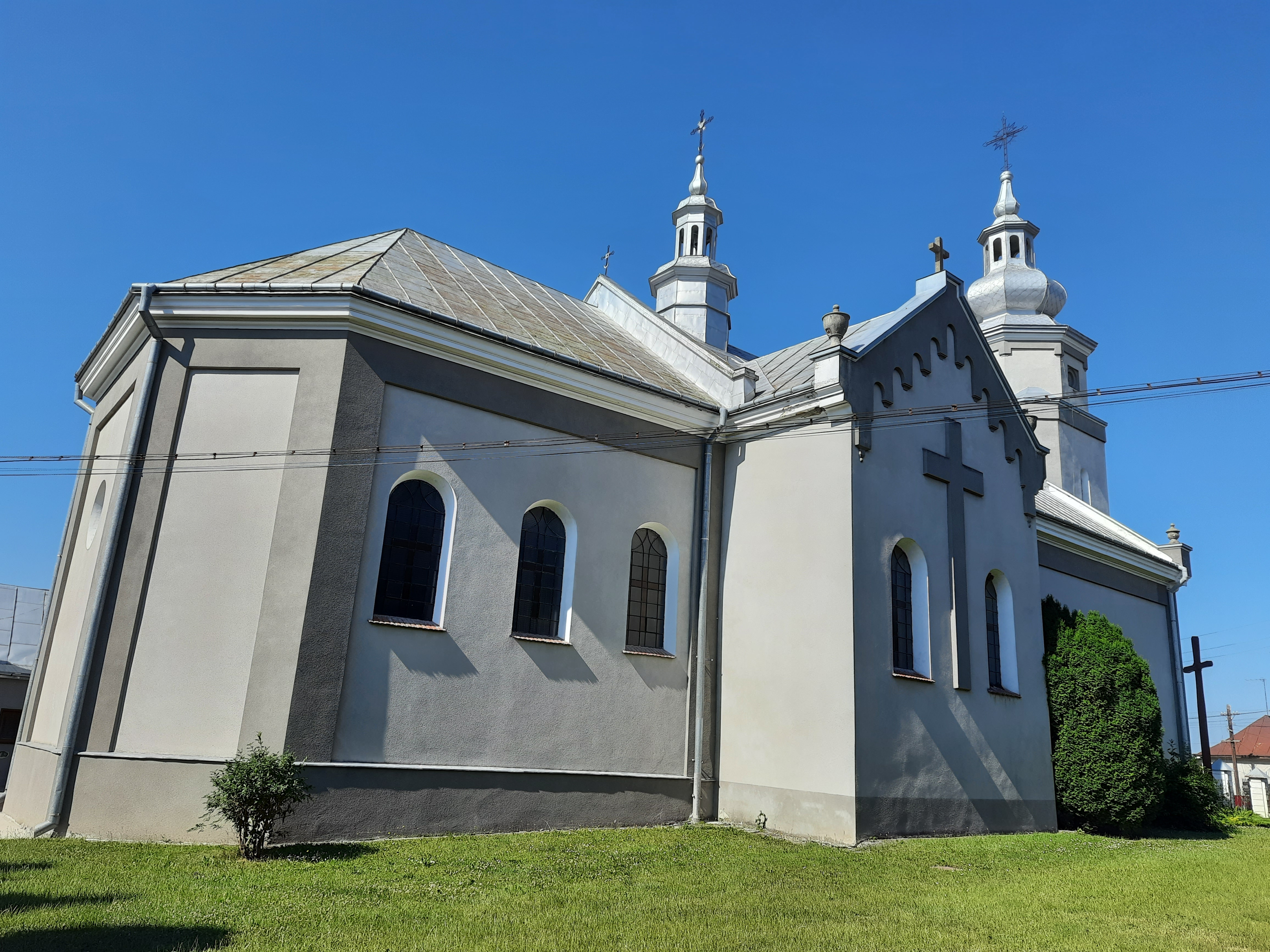
Костел Святої Трійці (1763)

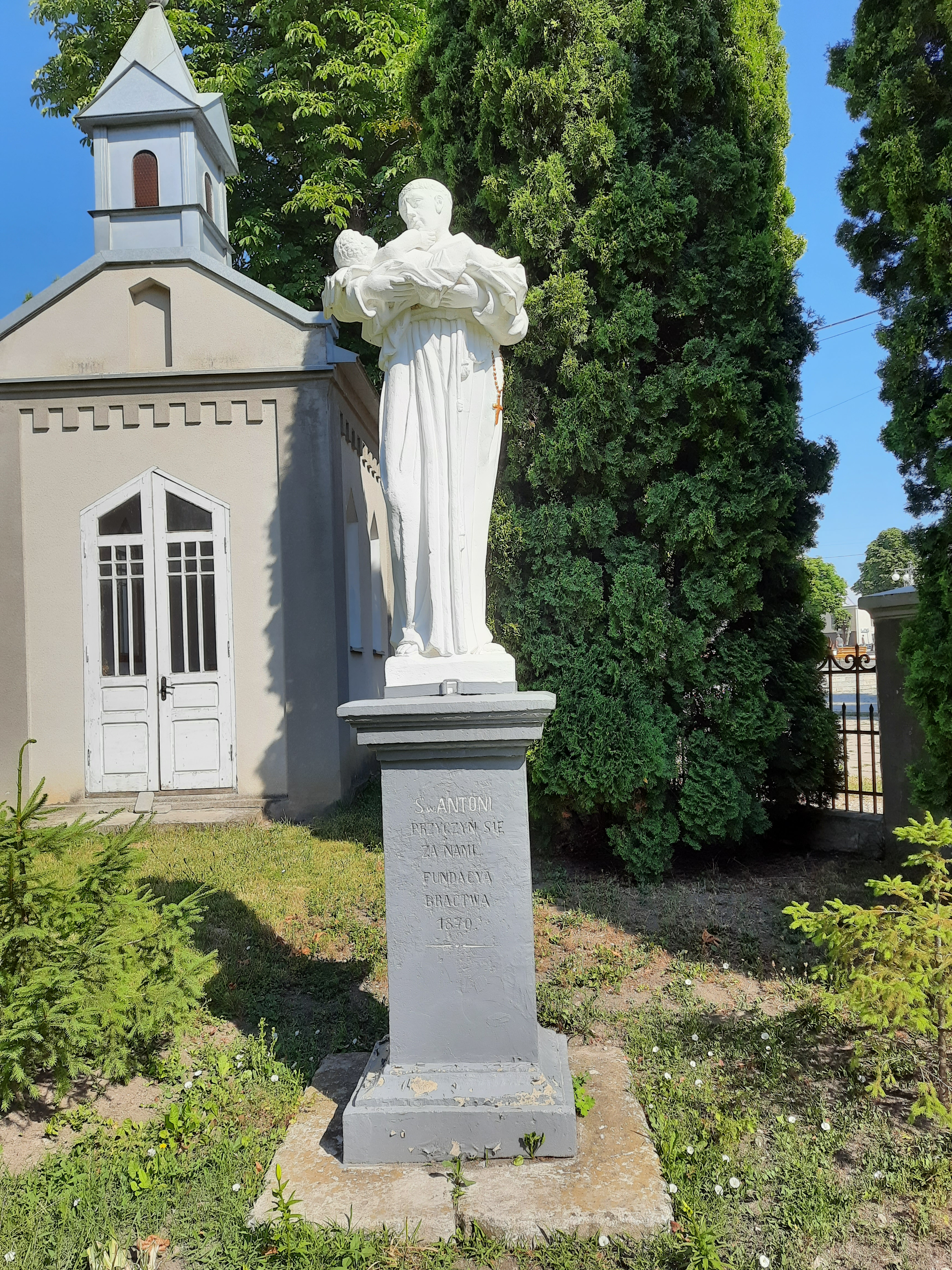
"Фігура" Святого Антонія. 1870р

Борщі́в — місто в Україні, Тернопільська область, Чортківський район, Борщівська міська громада. Центр Борщівської міської громади. Колишній центр Борщівського району. Залізнична станція Борщів. Автобусне сполучення від 1958. Відомий з 1456 року.

## Походження назви
Ойконім виник як посесив на -ів від поширеного антропоніма Борщ.
Легенда пов'язує назву міста з часами татарського лихоліття, мешканці містечка нібито втопили татарина в казані з борщем.
Назва Борщів походить звісно не від "борща", а від давньо слов'янського імені - Боржівой. Князь Боржівой відомий, як той хто одним із перших західних слов'ян прийняв християнство.
Очевидно ця територія в якійсь мірі входила до сфери його володінь .[джерело?]

## Географія
Розташоване на південному сході області, на лівому березі річки Нічлава — притоки Дністра. Відстань 102 км до міста Тернопіль, 15 км до міста Скала-Подільська та 55 км до міста Кам'янець-Подільський.

### Клімат
Для міста характерний помірно континентальний клімат.

## Історія

### Передісторія
На місці Борщева існувало давньоруське укріплення, яке з 1199 року належало до Галицько-Волинського князівства. Після XIV століття воно відійшло до литовських та польських господарів.

### Польський період
Перша писемна згадка — 1456 рік.
У середині 16 століття селом Борщів володіли шляхтичі Борщовські. В 1578 році володів кам'янецький підстолій Ян Пйотровський гербу Юноша.
На початку 17 століття споруджували замок, згодом перебудований на палац (не зберігся).
В 1620 році Єжи Дидинський, кам'янецький суддя, викупив Борщів у Будзинського.
У 1629 році Борщів одержав магдебурзьке право на самоврядування. Місто отримало свій герб — золотий сніп на тлі поздовжніх кольорових смуг. А також три щорічних ярмарки та один щотижневий у четвер.
В 1629 році в місті було 305 будинків. У другій половині 17 століття містом володів Геронім Лянцкоронський.
Протягом 11 років (1672–1683) володіли містом турки.
У 1767 році відбувся судовий процес між братами Феліксом Юзефом, Юзефом, Філіпом, Леопольдом Лянцкоронськими з одного боку та представниками родини шляхтичів Ширинів щодо маєтності Борщів.

### Австрійський період
У травні 1774 р. місто відвідав легендарний Олекса Довбуш. Перекази свідчать, що з допомогою прислуги опришки увірвалися до панського палацу. Пан на колінах просив помилування, давав викуп, але Довбуш напослідок йому промовив: «Не за маєтками твоїми я сюди прийшов, а по твою душу, аби ти людей більше не мучив».
Місто перебувало під владою Польщі до її поділу, потім відійшло до Австрії в 1772.
1809–1815 перебував під владою Росії, після чого повернений до володінь Габсбургів, був центром повіту. Від 1882 діє тютюнно-ферментаційна фабрикака. Працювали гуральня, броварня, цегельня, папірня.
1886 побудовано церкву Успіння Пресвятої Богородиці.
1891 року заснована читальня «Просвіти», її організатор і перший голова — В. Дроздовський. Потім очолювали М. Дорундяк, А. Лунів, П. Смаль, о. Й. Малицький, В. Чировський, Й. Шалацький.
1907 року Дем'ян Савчак відкрив приватну адвокатську канцелярію в Борщеві; очолював (віце-маршалок) повітову раду в Борщеві.
Від серпня 1914 до липня 1917 Борщів окупували російські війська[джерело?].

### Період Української революції
Під час відступу УГА (травень-червень 1919 року; до початку Чортківської офензиви) у ході українсько-польської війни 1918—1919 років в місті розташовувалась команда (командування) І-го корпусу УГА.
На початку липня 1919 р. до Борщева переїхав уряд ЗУНР на чолі з президентом ЗУНР Євгеном Петрушевичем. 8 липня 1919 р. до міста прибув головний отаман Армії УНР Симон Петлюра з представниками штабу Армії УНР для переговорів з президентом ЗУНР Євгеном Петрушевичем. На зустрічі, враховуючи безвихідність ситуації, було прийнято рішення про перехід УГА та уряду ЗУНР за річку Збруч.
Від 27 липня до 15 вересня 1920 року в Борщеві перебували війська Червоної Армії, був організований більшовицький ревком.

### 1920-ті-1940-ві
До вересня 1939 Борщів — повітове місто Тернопільського воєводства Польщі. Діяли приватна польська гімназія, польська та єврейська семирічні школи, українська дворічна школа.
17 вересня 1939 ЧА знову вступила в місто.
Від 7 липня 1941 до 6 квітня 1944 Борщів перебував під німецькою окупацією. Нацисти створили тут Борщівське гетто, ліквідоване в липні 1943 року. Борщів зайнятий 23 березня 1944 р. військами Першого українського фронту в ході Проскурівсько-Чернівецької операції: 1 ТА — 44 гв. тбр (полковник Гусаковський Йосип Іраклійович) 11 гв. тк (генерал-лейтенант т/в Гетьман Андрій Лаврентійович).

### Період незалежної України
З 30 червня 2016 року центр Борщівської міської громади.
До 19 липня 2020 р. місто було адміністративним центром Борщівського району, допоки не ввійшло до Чортківського району.
В 2020-21 рр відбувалися зйомки чотирисерійного циклу телепередач «Жива УПА.Тернопільщина»

## Населення
У 1810 році в місті було 317 родин, 286 житлових будинків і 1054 мешканці.
Населення — 10,3 тисяч осіб на 2025 рік. 

### Національний склад
Розподіл населення за національністю за даними перепису 2001 року:
| Національність  | Відсоток |
| --------------- | -------- |
| українці        | 97.63%   |
| росіяни         | 1.50%    |
| поляки          | 0.37%    |
| вірмени         | 0.16%    |
| білоруси        | 0.12%    |
| інші/не вказали | 0.22%    |
| Усього          | 100%     |

### Мова
Розподіл населення за рідною мовою за даними перепису 2001 року:
| Мова            | Кількість | Відсоток |
| --------------- | --------- | -------- |
| українська      | 11080     | 98.48%   |
| російська       | 133       | 1.18%    |
| вірменська      | 16        | 0.14%    |
| білоруська      | 6         | 0.05%    |
| румунська       | 4         | 0.04%    |
| польська        | 4         | 0.04%    |
| угорська        | 1         | 0.01%    |
| болгарська      | 1         | 0.01%    |
| німецька        | 1         | 0.01%    |
| єврейська       | 1         | 0.01%    |
| інші/не вказали | 4         | 0.03%    |
| Усього          | 11251     | 100%     |

## Пам'ятки
У місті є пам'ятки історії та архітектури:
- залишки городища часів Київської Русі,
- церква Успіння пресвятої Діви Марії (1886, УГКЦ, мурована; зберігається копія чудотворної ікони, а також Борщівської Божої матері у «чорній» вишиванці),
- церква Різдва святого Іоана Предтечі (1994, ПЦУ, мурована),
- церква святого Петра і Павла (2002, УГКЦ, мурована),
- собор Ікони Борщівської Божої Матері (2009, ПЦУ, мурована),
- церква Різдва святого Івана Христителя (2011, УГКЦ, мурована),
- церква святителя Миколая (2016)[19],
- костел Матері Божої святого Скапулярія (1763, мурований),
- «Фігура» Ісуса Христа.

### Замок
На початку 17 століття у Борщові споруджено замок.
Переїжджаючи через місто 10 січня 1672 р. Ульріх фон Вердум записав у своєму щоденнику: «Оточують його непогані вали з землі і палісади». Потім його перебудували на палац. У 1763 р. на території замку зведено костел. А від замку залишилися ще величезні пивниці і підземні ходи.

### Некрополі

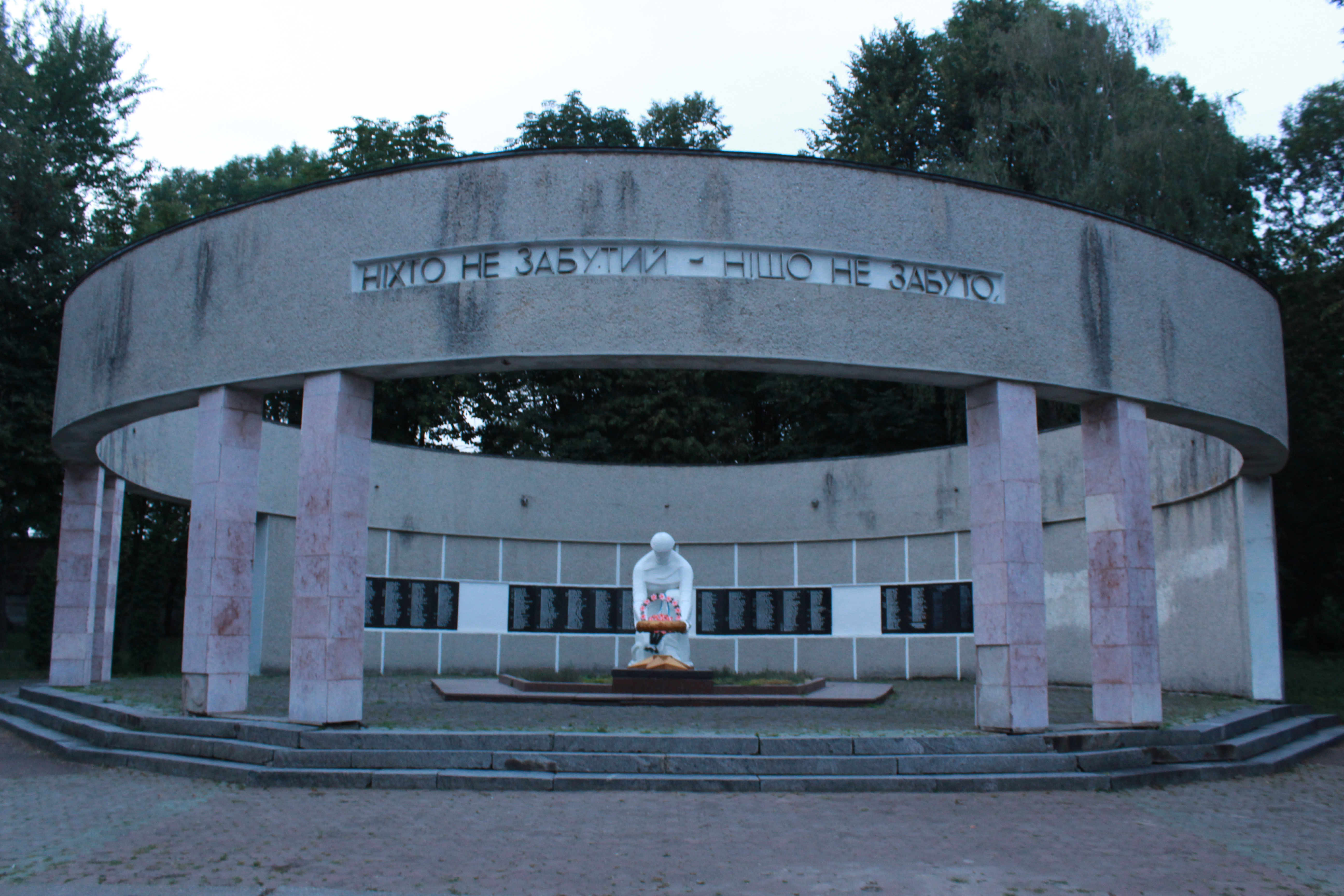
Меморіал слави

Кладовище радянських воїнів, полеглих у ІІ світовій війні, розташоване у парку по вул. Шевченка.
Над братською могилою радянських воїнів здіймається фігура «Скорботної матері». За скульптурою на 9-ти мармурових плитах викарбувані прізвища воїнів, похованих у братській могилі та в 78 окремих похованнях. Списки осіб зберігаються в Борщівському райвійськкоматі.

### Пам'ятники
Споруджені пам'ятники:
- Адаму Міцкевичу (1898),
- Івану Франку (1983),

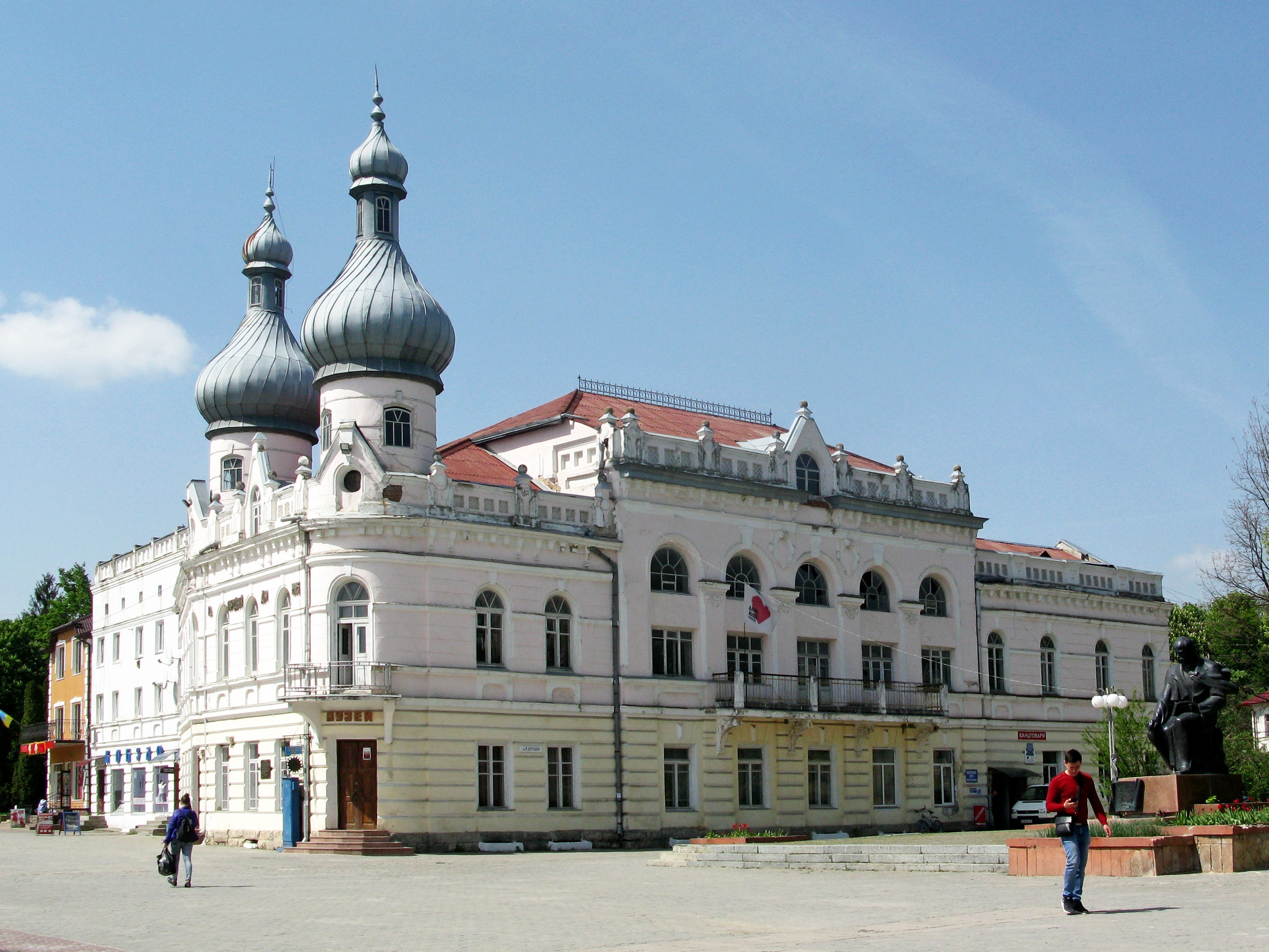
Краєзнавчий музей

- меморіал Слави (1975, реконструйовано 1985),
- Тарасу Шевченку (1991),
- монумент Борцям за волю України (1993),
- Лесі Українці,
- Михайлові Грушевському.
- Пам'ятник жертвам Голокосту (1990-2011)

## Освіта
Діють:
- три середні школи,
- дитяча музична школа,
- агротехнічний коледж,
- ПТУ,
- ДЮСШ.

## Культура
Працюють:
- Будинок культури,
- краєзнавчий музей,
- парк культури та відпочинку (в приміській зоні).

### Фестивалі та конкурси

#### «Борщ'їв»
Щорічний фестиваль борщу «Борщ'їв» проходить на центральній площі містечка Борщів. Місцеві господині змагаються у приготуванні національної страви, яке в давнину дало назву цьому невеликому населеному пункту. За легендою туркам, що захопили місто одна з місцевих господинь подала борщ. Однак їм весь час щось не подобалося. Нарешті розлючена кухарка вдарила отамана черпаком по голові і втопила у борщі. Тому й місто так назвали — Борщів. В цьому році фольклорне свято «В Борщівському краї цвітуть вишиванки» та фестиваль «Борщ'їв 2012» пройдуть орієнтовно 1-2 вересня. Всього планується представити близько 50-ти видів борщу. Крім того, традиційно приготують борщ у великому казані на вогнищі, скуштувати який зможуть усі охочі.

#### «В Борщівському краї цвітуть вишиванки»
Велике дійство яке об'єднує два грандіозні фестивалі «В Борщівському краї цвітуть вишиванки» та «Борщ'Їв» проходить щорічно у місяці вересні на Борщівській землі.
Програма фестивалю завжди насичена, весела, цікава, пізнавальна і смачна. Адже тут можна відвідати виставку вишиванок усіх населених пунктів району, також вишиванки привозять майстри з усієї України, охочі можуть поторгуватися на аукціоні-розпродажі вишиванок відомих колекціонерів і майстринь України, відвідати майстер-класи відомих майстринь-вишивальниць, взяти участь в конкурсі пісні про вишивання, скуштувати понад 50 видів справжнього українського борщу, насолодитись народною музикою, піснями, танцями, та і просто гарно відпочити.
Візитівкою Борщівщини стала сорочка, вишита саме чорними нитками. Як розповідає давня легенда, домінуючий чорний колір шиття пов'язаний з конкретними подіями трагічної історії України. У XV—XVII століттях Борщівський край був постійним об'єктом нападів турків і татар. Після одного з таких нападів у кількох наддністрянських селах загинули всі чоловіки. Тоді дівчата і жінки, оплакуючи свої гіркі долі, поклялися протягом кількох поколінь носити траур за загиблими коханими і вінчатися у сорочках, вишитих чорними нитками… Давня бабусина й прабабусина «борщівська бавляна сорочка» цінується і в Україні, і за кордоном. Вона шита «по рукавах», її найголовнішими ознаками є біле домоткане, — здебільшого конопляне — полотно, а також вишивка грубою вовняною ниткою — «чорною бавною». Саме ті жінки, які вишивали такі сорочки у 20-30 роках минулого століття, були останнім поколінням пов'язаним благородною обіцянкою. Мистецтвознавці стверджують, що на сьогодні залишились два найбільш популярні види вишивки: полтавська та борщівська [Архівовано 17 березня 2014 у Wayback Machine.], як феноменальне явище, у якому закарбовані фрагменти трипільської культури.
Саме тому, головною метою фестивалю «В Борщівському краї цвітуть вишиванки» є відродження техніки шиття чорної борщівської сорочки, збереження та відновлення етнографічної спадщини Борщівщини, відтворення автентичності українського національного костюма, звичаїв та обрядів Надзбручанського краю, привернення широкого кола населення до народної культури, фольклору, звичаїв, традицій, обрядів, популяризація української мови.

## Охорона здоров'я
У місті працює лікарня.

## Промисловість
Підприємства:
- завод спиртних напоїв
- цегельний завод,
- сирзавод

## Засоби масової інформації
Діючі періодичні видання: газета «Галицький вісник»
Колишні періодичні видання:
- газета «Борщівський голос» — орган Державного повітового комісаріату ЗУНР у м. Борщів. Виходила з лютого або березня 1919. У ЛНБ збережено 2 числа за 1919. Серед рубрик — «Урядовий відділ», «Оголошення»[20].

## Відомі люди
Уродженці
- Петро Андрійчук — український диригент та композитор.
- Ігор Дикун — український військовик, молодший лейтенант Збройних сил України, 24-та бригада. Учасник російсько-української війни. Герой України та лицар ордену «За мужність» III ступеня.
- Василь Вирозуб — український священник, капелан.
- Айталь Вітошинський — український правознавець, громадсько-політичний діяч, дідусь Лео Вітошинського.
- Богдан Вороблевський — український господарник, громадський діяч
- Петро Гоч — український політик, громадський діяч.
- Юрій Гуцул — український учитель, тренер, громадсько-політичний діяч. Майстер спорту України з вільної боротьби.
- Марія Дима — українська — громадська діячка.
- Юрій Зелінський — український вчений, наукова діяльність якого пов'язана з розробкою топологічних та геометричних методів розв'язання аналітичних проблем комплексного аналізу та теорії відображень
- Калюпін Володимир Сергійович (1991—2023) — старший лейтенант збройних сил України, учасник російсько-української війни.
- Семен Ковбель — український драматург та поет.
- Андрій Корнелля — український вчений-агроном, громадський діяч, член НТШ.
- Корсун Сергій Петрович — полковник Збройних сил України. Командир 117-ї важкої механізованої бригади.
- Назар Матлак (1991—2023) — солдат Збройних Сил України, учасник російсько-української війни.
- Тетяна Окальська (нар. 1974) — художник-графік, майстер сучасного образотворчого та декоративно-прикладного мистецтва.
- Марта Пашківська — учасниця національно-визвольних змагань, зв'язкова Романа Шухевича, композиторка.
- Богдан Сегин — український композитор, менеджер музичних проєктів.
- Сергій Соловій — музикант, трубач гурту Kozak System.
- Олександр Шимко — український композитор.
- Лонгин Шиманський — обласний військовий референт юнацтва ОУН Тернопільщини, політвиховник старшинської школи УПА «Олені»

Мешканці:
- Олексій Гуньовський (1882—1961) — український греко-католицький священник, композитор, громадський діяч, просвітник, політв'язень, очільник Чортківської повітової національної ради ЗУНР.
- Ганна Костів-Гуска (нар. 1947) — українська поетеса, кавалер ордена Княгині Ольги третього ступеня громадська діячка.
- Петро Довгошия (нар. 1956) — знаний публіцист, заслужений журналіст України, письменник, автор 6-ти книг, голова товариства «Просвіта» на Борщівщині з 1989 року, ініціатор її відродження.
- Галина Онишко — заслужений працівник культури України, директор школи мистецтв
- Марія Фафруник-Довгошия — журналістка, письменниця, редактор газети «Галицький вісник», авторка 7 книг віршів і прози
- Василь Стецько, художник, член Національної спілки художників України
- Яків Гніздовський (1915—1985) — графік
- С. Маковський — художник
- М. Роженко — художниця
- К. Богуцька — одна з праведників народів світу[21]
- Володимир Дутчак — актор, режисер народних театрів, радіожурналіст, письменник, лауреат Всеукраїнського конкурсу театрального мистецтва, автор 6 книг віршів та прози.

Тут працювали Лесь Курбас, брати Коссаки, Микола Горбаль — політв'язень і правозахисник,.
У 1895—1901 роках у Борщові бували Іван Франко (1895), Михайло Грушевський, який брав участь у відкритті Народного дому, деякий час тут працював адвокат І. Калиновський, від 1914 року жила співачка Л. Петровичева.
Середні школи у місті закінчили:
- видатний письменник, лауреат Національної премії України імені Тараса Шевченка Роман Андріяшик (уродженець Королівки),
- директори:
  - В. Осадчук,
  - Я. Ризницький,
  - В. Скорохід,
- поет і літературознавець Олександр Астаф'єв.

### Поховані
- Андрій Лунів — український громадський та військовий діяч і правознавець, доктор права.
- Єжи Дидинський — суддя гродський та підкоморій кам'янецький, був похований у костелі міста[22]
- Петровичева Людмила Миколаївна (справжнє прізвище та ім'я — Кравчуківна-Смалева Ванда; 1882—1971) — українська співачка (меццо-сопрано).